# Агата (Верхнее)
Агата (Верхнее) или Ага́та Ве́рхнее — проточное озеро за Полярным кругом в России, располагается на территории Эвенкийского района Красноярского края. Относится к бассейну реки Нижняя Тунгуска. С площадью водной поверхности в 53,7 км², Агата Верхнее занимает 42-е место среди озёр Красноярского края и 230-е место среди озёр России.
Название озера происходит от эвенкийского слова агат в значении «костяная или деревянная спица для ловли рыбы».
Озеро находится на высоте 209 м над уровнем моря в узкой и длинной ледниково-тектонической котловине между возвышенностями Исэн и Тальдактокон, юго-западных отрогов плато Путорана. Озеро вытянуто в широтном направлении, длиной 28 км и максимальной шириной в 2,5 км. Площадь водосборного бассейна озера — 1150 км². На востоке сообщается с озером Агата (Нижнее) через протоку Чинико.
Богато рыбой, водятся: налим, кунджа, голец арктический, хариус, пыжьян, валёк, щука, окунь, язь, плотва.
Код объекта в государственном водном реестре — 17010700411116100002632.